# سیحون (ازبکستان)
سیحون (به ازبکی: Saikhun) یک منطقهٔ مسکونی در ازبکستان است که در شهرستان سیحون‌آباد واقع شده‌است. سیحون ۵٬۴۳۹ نفر جمعیت دارد.